# Államok vezetőinek listája 473-ban
Ezen az oldalon az i. sz. 473-ban fennálló államok vezetőinek névsora olvasható földrészek, majd országok szerinti bontásban.

## Európa
- Nyugatrómai Birodalom
  - Császár: Glycerius (473-474)

- Keletrómai Birodalom
  - Császár: I. Leo (457–474)
  - Consul: I. Leo császár

- Vizigótok
  - Király: Eurich (466–484)

- Osztrogótok
  - Király: Thiudimir (465–474)

- Burgundok
  - Király: I. Chilperich (470–480)

- Száli frankok
  - Király: I. Childerich (458–481/482)

- Kenti Királyság
  - Király: Hengist (455–488)

- Soissons-i Királyság
  - Kormányzó: Syagrius (464–486/487)

## Ázsia
- Ibériai Királyság
  - Király: I. Vahtang (447–502)

- India
  - Anuradhapura
    - Király: Dhatuszéna (452–473)
    - Király: I. Kásjapa (473–495)

  - Gupta Birodalom
    - Király: Naraszimhagupta (472–473)
    - Király: II. Kumaragupta (473–476)

  - Kadamba
    - Király: Szantivarman (450–475)

  - Pallava
    - Király: IV. Szkandavarman (460–480)

  - Vákátaka
    - Király: II. Prithviszéna (460–480)

- Japán
  - Császár: Júrjaku (456–479)

- Kína Északi és déli dinasztiák kora
  - Császár:
    - Liu Szung: Szung Houfej-ti (473–477)
    - Északi Vej: Vej Hsziaoven-ti (471–499)

- Korea
  - Pekcse
    - Király: Kero (454–475)

  - Kogurjo
    - Király: Csangszu (413–490)

  - Silla
    - Király: Csabi (458–479)

  - Kumgvan Kaja
    - Király: Csildzsi (451–492)

- Szászánida Birodalom
  - Nagykirály: I. Péroz (459–484)

## Afrika
- Vandálok
  - Király: Geiseric (428–477)

- Akszúmi Királyság
  - Akszúmi uralkodók listája

## Amerika
- Palenque
  - Király: Casper (11 Nyúl) (435–487)

- Tikal
  - Király: K'an-Ak (458–486)

## Egyházfő
- Pápa: Simplicius (468–483)
- Konstantinápolyi pátriárka: Akakiosz (471–489)

## Fordítás
- Ez a szócikk részben vagy egészben  a   Liste der Staatsoberhäupter 473 című német Wikipédia-szócikk ezen változatának fordításán alapul.  Az eredeti cikk szerkesztőit annak laptörténete sorolja fel. Ez a jelzés csupán a megfogalmazás eredetét és a szerzői jogokat jelzi, nem szolgál a cikkben szereplő információk forrásmegjelöléseként.